# Martin Hrvatič
Martin Hrvatič,  slovenski duhovnik, * 25. oktober 1916, Šentjanž nad Štorami, † 13. junij 1984, Fladnitz, Avstrija.

## Življenje in delo
Martin Hrvatič se je rodil v veliki družini v Šentjanžu nad Štorami. Osnovno šolo je obiskoval pri Sv. Lovrencu. V Gradcu je študiral bogoslužje, vendar je moral študij zaradi 2. svetovne vojne prekiniti. Ker je bil  zaveden Slovenec, je bil med vojno zaprt v taborišču Sterntal. Po vojni se je vrnil v Gradec, kjer je leta 1948 končal študij in bil posvečen v duhovnika. 
Služboval je po župnijah graške škofije, leta 1966 pa je prvič vodil sveto mašo na domačih Teharjah. 
Hrvatič je velik del svojega življenja namenil misijonom in po smrti je vso svojo zapuščino daroval misijonom. Zelo veliko časa je preživel z mladimi, s katerimi se je udeleževal taborov, smučanj, predvsem pa jih je učil o duhovnem življenju. 
Zadnja leta svojega življenja je bil hudo bolan. Na lastno željo je bil pokopan v avstrijskem Fladnitzu, kjer je tudi najdlje opravljal službo duhovnika. 